# Antoni Frenzel
Antoni Frenzel (ur. 7 sierpnia 1790 w Gościęcinie, powiat Koźle, zm. 3 kwietnia 1873 we Fromborku), duchowny katolicki pochodzący ze Śląska, biskup pomocniczy warmiński.
Studiował teologię i filozofię w Ołomuńcu i Wrocławiu; we Wrocławiu obronił doktorat teologii. Święcenia kapłańskie przyjął w 1817 r. Pracował jako duszpasterz i dyrektor seminarium nauczycielskiego w Głogówku; w 1821, m.in. ze względu na znajomość języka polskiego, został przeniesiony na Warmię i prowadził zajęcia w Liceum Hozjanum w Braniewie. W 1826 otrzymał tytuł doktora honoris causa Uniwersytetu Wrocławskiego. Otrzymał kanonikat w kapitule warmińskiej (1831), został również wikariuszem generalnym diecezji warmińskiej (1835) oraz proboszczem katedry fromborskiej (1841). Dwukrotnie zarządzał diecezją po śmierci kolejnych biskupów – Hohenzollerna (1836) i Hattena (1841), a w 1852 sam został wyniesiony do godności biskupiej, jako biskup pomocniczy warmiński ze stolicą tytularną Areopolis; sakrę biskupią przyjął 6 marca 1853.
Położył duże zasługi dla szkolnictwa polskiego na Warmii. Wzbogacił bibliotekę braniewskiego Hozjanum, dążył do obsadzania stanowisk nauczycielskich osobami znającymi język polski. Był autorem kilku prac teologicznych (po łacinie).

## Źródła
- Piotr Nitecki, Biskupi Kościoła w Polsce w latach 965–1999, ISBN 83-211-1311-7, Warszawa 2000.
- Tadeusz Oracki, Słownik biograficzny Warmii, Mazur i Powiśla XIX i XX wieku (do 1945 roku), Instytut Wydawniczy Pax, Warszawa 1983.
- Anton Frenzel [online], catholic-hierarchy.org [dostęp 2019-06-30] (ang.).